# Mickiewicz (cràter)
Mickiewicz és un cràter d'impacte en el planeta Mercuri de 103 km de diàmetre. Porta el nom del poeta polonès Adam Mickiewicz (1798-1855), i el seu nom va ser aprovat per la Unió Astronòmica Internacional el 1976.